# Буревісник (Кам'янець-Подільський)
«Буревісник» — українська футбольна команда з міста Кам'янець-Подільський.

## Історія
Створена 1954 році під назвою «Буревісник» як команда Кам'янець-Подільського національного університету ім. Огієнка. Команда також виступала під назвами «Педінститут», «Олімп-Університет».

## Досягнення
- Чемпіон Хмельницької області: 1954-1959, 1965, 1975, 1977.